# 백인우
백인우(白寅優, 2006년 11월 29일 ~ )은 대한민국의 축구 선수로, 포지션은 공격형 미드필더, 중앙 미드필더이다. 현재 K리그1 울산 HD 소속이다.